# Yamato-gawa

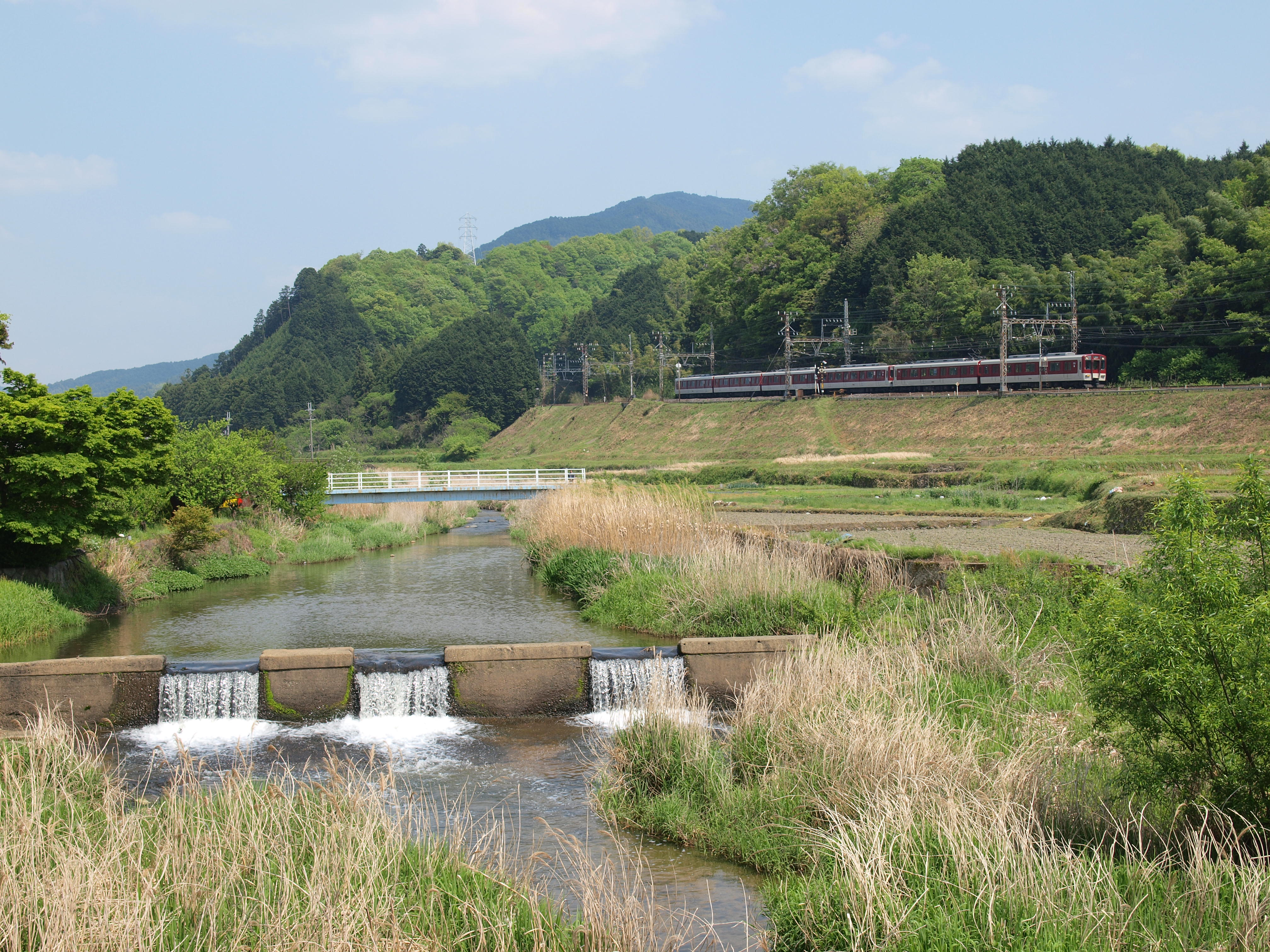
La Yamato-gawa à Sakurai, préfecture de Nara.

Le fleuve Yamato (大和川, Yamato-gawa) est un cours d'eau du Japon qui traverse les préfectures de Nara et Osaka avant de se jeter dans la baie d'Osaka.
Il est aussi appelé Hatsuse-gawa (初瀬川) dans sa partie supérieure.
Le Yamato-gawa commence là où se termine la Kamenose-gawa qui coule à travers les crêtes rocheuses des monts Ikoma et Kongō.
À l'origine, le fleuve coulait au nord de Kashiwara. Cependant, depuis 1704, son cours a été détourné vers l'ouest.
Le Yamato-gawa prend sa source au nord de la ville de Sakurai à une altitude de 822 m dans le mont Kaigahira et se jette dans la baie d'Osaka entre les villes d'Osaka et Sakai.